# لوبي اونتيفيروز
لوبي اونتيفيروز (بالإنجليزية: Lupe Ontiveros)‏ (و. 1942 – 2012 م) هي ممثلة تلفزيونية، وممثلة أفلام، وعاملة اجتماعية، وممثلة مسرحية، وممثلة صوت أمريكية، ولدت في إل باسو، تكساس، توفيت في ويتير، لوس أنجليس، كاليفورنيا، عن عمر يناهز 70 عاماً، بسبب سرطان الكبد.

## التعليم
تعلمت في جامعة تكساس للنساء.

## وصلات خارجية
- لوبي اونتيفيروز على موقع IMDb (الإنجليزية)
- لوبي اونتيفيروز على موقع روتن توميتوز (الإنجليزية)
- لوبي اونتيفيروز على موقع تيرنر كلاسيك موفيز (الإنجليزية)
- لوبي اونتيفيروز على موقع أول موفي (الإنجليزية)
- لوبي اونتيفيروز على موقع قاعدة بيانات برودواي على الإنترنت (الإنجليزية)
- لوبي اونتيفيروز على موقع قاعدة بيانات الأفلام السويدية (السويدية)
- لوبي اونتيفيروز على موقع إن إن دي بي (الإنجليزية)
- لوبي اونتيفيروز على موقع قاعدة بيانات الفيلم (الإنجليزية)